# Muralismo
Muralismo (opr. af latin: murus mur) er betegnelse på en mexicansk kunstbevægelse der udviklede sig efter den mexicanske revolution i 1910'erne.
Begrebet betegner i almindelighed vægmalerier i det offentlige rum, og denne kunstform udviklede sig fra 1920'erne til i slutningen af 1940'erne at være en mexicansk nationalkunst. Disse murales er vægmalerier med national, socialkritisk og historisk indhold, der var tiltænkt et opdragende formål, idet det ansås for vigtigt at opnå forening af Mexico efter revolutionen. Mange af kunstnerne var under marxistisk indflydelse.
Der benyttes forskellige teknikker: pensel, sprøjtepistol og fresko.

## Kendte kunstnere
- "Los Tres Grandes“ (De tre store): 
Diego Rivera – David Alfaro Siqueiros – José Clemente Orozco

## Billeder
|  |  |  |
|  |  |  |